# Richard Pakenham
Richard Pakenham (19 mai 1797 - 28 octobre 1868) est un diplomate britannique.

## Biographie
Richard Pakenham, est le cinquième fils de l'Admiral Thomas Pakenham, et sa mère, Louisa, est la fille de John Staples. Il naît dans la propriété familiale de Pakenham Hall, à Castlepollard, dans le comté de Westmeath.
Il étudie au Trinity College à Dublin et, sans obtenir son diplôme, entre au Ministère des Affaires étrangères (Foreign Office) le 15 octobre 1817 en tant qu'attaché auprès de son oncle, le comte de Clancarty, à La Haye. Son affectation suivante est celle de secrétaire auprès de la légation britannique en Suisse (26 janvier 1824). Promu le 29 décembre 1826 à un poste équivalent à Mexico, il est nommé ministre plénipotentiaire auprès des États-Unis du Mexique le 12 mars 1835. Il semble avoir été apprécié et efficace à ce poste.
La partie la plus difficile de son ambassade consiste à négocier l'abolition de la traite d'esclaves : le gouvernement mexicain s'opposant au droit de visite, et les négociations se prolongèrent pendant quatre ans, au bout desquels Pakenham finit par obtenir un traité en 1841. Il se trouve à Mexico pendant la guerre des Pâtisseries qui oppose le Mexique au royaume de France et, en février 1839, il est dépêché à Veracruz, afin de servir d'intermédiaire entre les deux anciens belligérants.
Le 13 décembre 1843, alors qu'il est en voyage en Angleterre, il est nommé au Conseil privé du Royaume-Uni et, le 14 décembre, il est nommé envoyé extraordinaire et ministre plénipotentiaire auprès des États-Unis d'Amérique. Sur place quelques questions épineuses l'attendent. La première est celle de la fixation des frontières de l'Oregon. Au cours de la négociation, bien qu'il n'ait pas porté les revendications britanniques, il obtient l'aval de son gouvernement. L'attitude du Royaume-Uni concernant le Texas posera davantage de difficultés. Les relations entre les deux gouvernements n'était alors pas des plus cordiales, et l'irritation perceptible de part et d'autre.
Pakenham quitte Washington pour consultation en mai 1847, et, après un séjours prolongé en Europe décide finalement de prendre sa retraite plutôt que de retourner aux États-Unis. Il commence une nouvelle carrière le 28 avril 1851 en tant qu'envoyé extraordinaire et ministre plénipotentiaire à Lisbonne. Sur place, ses tâches diplomatiques sont moins ardues, et il entre rapidement en grâce auprès de la famille royale de Portugal.
En mai 1855, il rentre en Angleterre et, à sa demande, il est mis en retraite le 28 juin de la même année. Cependant, il est presque immédiatement (le 7 août) renvoyé à Lisbonne en mission spéciale pour féliciter le roi Pierre V de Portugal qui venait d'atteindre sa majorité. Il rentre à nouveau en Angleterre en octobre 1855, et reçoit une pension diplomatique de deuxième classe. Il se retire à Coolure, Castle Pollard, où il meurt, sans jamais avoir été marié.